# Спотсвуд, Александр
Александр Спотсвуд (англ. Alexander Spotswood; 1676—1740) — британский колониальный политический деятель и промышленник. Лейтенант-губернатор Виргинии (1710—1722) при формальном губернаторе, графе Оркни. Известен открытием долины Шенандоа и борьбой с пиратами, в ходе которой был убит Тич-Чёрная-Борода.

## Биография
Спотсвуд родился в британском Танжере, в семье Екатерины Максвелл (ок. 1638—1709) и её второго мужа Роберта Споттисвуда (1637—1680), который служил военным врачом при губернаторе Джоне Миддлтоне. По отцу он был внуком судьи Роберта Споттисвуда (1596—1646), который служил государственным секретарём Шотландии при короле Карле I-м. Роберт был сыном архиепископа Джона Споттисвуда, потомка короля Роберта II Шотландского. Сводным братом Александра был Роджер Эллиот, один из первых губернаторов Гибралтара.
20 мая 1693 года Александр стал энсином в пехотном полку графа Бат. В 1703 году получил звание подполковника. В том же году стал квартирмейстером армии герцога Мальборо, участвовал в войне за испанское наследство и был серьёзно ранен во втором Гохштедтском сражении. Он сохранил 4-фунтовое ядро, которым был ранен, и впоследствии иногда показывал его знакомым и гостям. Замок Блиндхайм, около которого произошло сражение, был потом изображён на заднем плане его портрета.
В 1710 году стал вице-губернатором колонии Виргиния при формальном губернаторе Джордже Гамильтоне. Спотсвуд был первым правителем колонии, который поселился в губернаторском доме в Уильямсберге. В колонии встретили его с радостью, поскольку он привёз с собой разрешение на использования права Habeas Corpus, которое ранее не распространялось на Вирджинию. 
При Спотсвуде в соверной Северной Каролине произошло восстание Кэри: конфликт между сторонниками прежнего губернатора Кэри и сторонниками нового губернатора Хайда. Спотсвуд предложил посредничество, но Кэри отказался. В июне 1711 года Кэри напал на дом Хайда, но был отбит. Хайду не хватало сил окончательно подавить мятеж, и тогда Спотсвуд прислал ему на помощь отряд королевских морских пехотинцев, при виде которых мятежники сложили оружие. 
В том же году индейцы тускарора напали на северокаролинцев и началась Тускарорская война. Спотсвуд не стал активно вмешиваться, но придвинул вирджинское ополчение ближе к границам Северной Каролины, чем не дал части племени тускарора присоединиться к нападающим.
В 1716 году решился тлевший с 1665 года конфликт из-за несогласованной границы с Северной Каролиной. Губернаторы Эден и Спотсвуд пришли к компромиссу относительно границы, и она была официально отмаркирована. Король и северокаролинские лорды-собственники утвердили соглашение.

### Открытие долины Шенандоа
1 августа 1716 года Спотсвуд отправился на запад во главе экспедиции из 50-ти человек. Экспедиция должна была разведать местность за Голубым Хребтом. Через 36 дней движения вверх по реке Раппаханок отряд, периодически вступая в перестрелки с индейцеви, вышел к ущелью Свифт-Ран-Гэп. Восхищённый зрелищем долины реки Шенандоа и видом горы Маасануттен, Спотсвуд поднял тост за здоровье короля и за здоровье королевской семьи, постом спустился в долину и вышел к реке, которой дал название "Евфрат", но оно не прижилось, и реку стали называть индейским названием «Шенандоа» (Дочь звёзд). Спотсвуд зарыл на берегу реки бутылку с текстом, объявляющим эту территорию владениями короля Георга I и выпил ещё несколько тостов за здоровье короля.

### Борьба с пиратством
Проявил себя деятельным и достаточно авторитарным руководителем, старавшимся уменьшить влияние местных элит. Вёл активную борьбу с пиратством, препятствовавшим морской торговле. В 1718 году послал отряд в соседнюю колонию Северную Каролину (чем превысил свои полномочия), который смог уничтожить знаменитого пирата Эдварда Тича. Пытался развивать в колонии металлургическую промышленность (Виргиния была богата железной рудой): в частности, в этот период были построены первые постоянно действовавшие металлургические печи (владельцем одной из них являлся сам Спотсвуд), предпринимались усилия по привлечению опытных мастеров из Европы. К середине века колония стала одним из основных поставщиков продукции чёрной металлургии для метрополии, а Спотсвуда называли «Тувалкаином Виргинии». Также при губернаторстве Спотсвуда велась активная застройка столицы колонии Уильямсберга, при этом губернатор лично разработал несколько архитектурных проектов.
В 1722 году Спотсвуд был вынужден покинуть пост лейтенант-губернатора, однако остался жить в Виргинии (ранее он стал местным землевладельцем). В 1724 году он на несколько лет вернулся в Великобританию, где женился на Энн Батлер Брейн (у супругов было четверо детей). В 1730—1739 годах занимал должность заместителя британского генерального почтмейстера в американских колониях. После начала Войны за ухо Дженкинса был назначен бригадным генералом, но скончался от болезни, не успев принять участие в боевых действиях.

### Статьи
- Jack P. Greene. The Opposition to Lieutenant Governor Alexander Spotswood 1718 // The Virginia Magazine of History and Biography. — Virginia Historical Society, 1962. — Т. 70, вып. 1. — С. 35 - 42.